# József Mindszenty
József Mindszenty (Csehimindszent, prop de Szombathely, Hongria, 1892 - Viena 1975) fou un eclesiàstic hongarès, de veritable nom József Pehm. Es va ordenar sacerdot el 1915, i aviat es distingí com a enemic acèrrim del comunisme, per la qual cosa fou empresonat pel règim de Béla Kun el 1919. D'aleshores ençà milità en el Partit dels Petits Propietaris, i s'oposà als feixistes del grup Creu Fletxada.
El 1944 fou nomenat bisbe de Veszprém, el 1945 arquebisbe d'Esztergom, i el 1946 primat d'Hongria i cardenal. Fou un gran defensor de la llibertat religiosa enfront dels comunistes. Ja el 1948 fou empresonat per les noves autoritats, i degut al seu suport a la Revolta hongaresa del 1956 fou condemnat a treballs forçats fins al 1971. Abandonà Hongria contra la seva voluntat, a instàncies de Pau VI, i dimití el 1974 per afavorir el desglaç entre el govern hongarès i el Vaticà. S'establí a Viena, on publicà unes memòries.
El 1991 el seu cos fou repatriat a Hongria i enterrat a la catedral d'Esztergom.

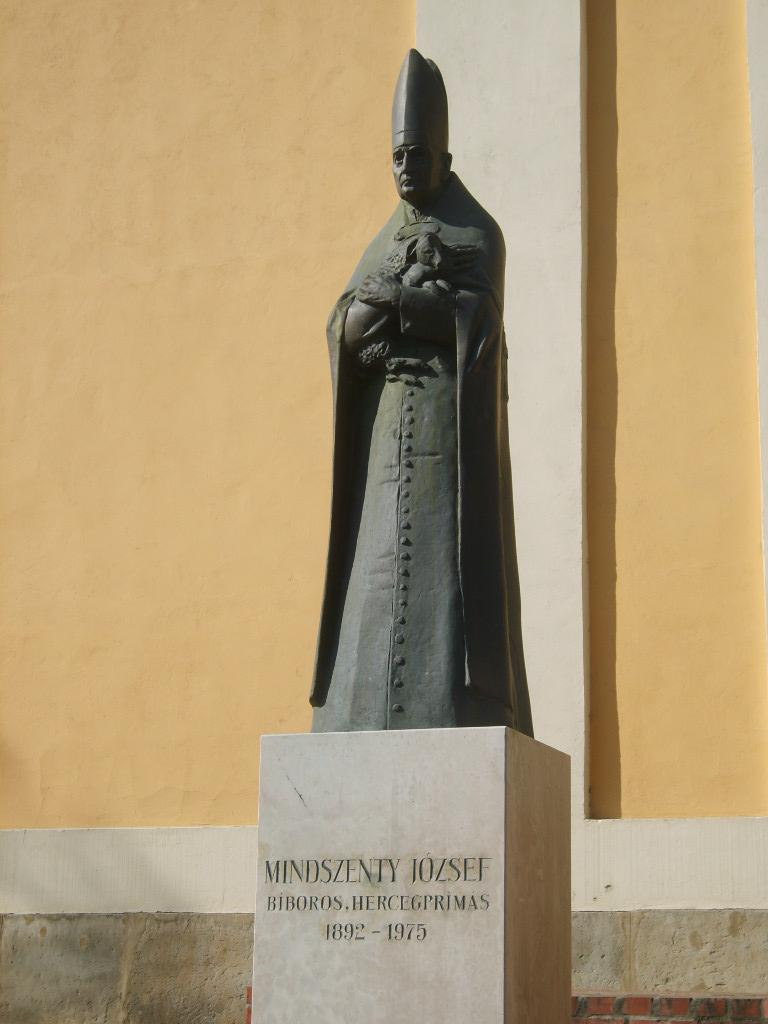
Estàtua de József Mindszenty a Zalaegerszeg
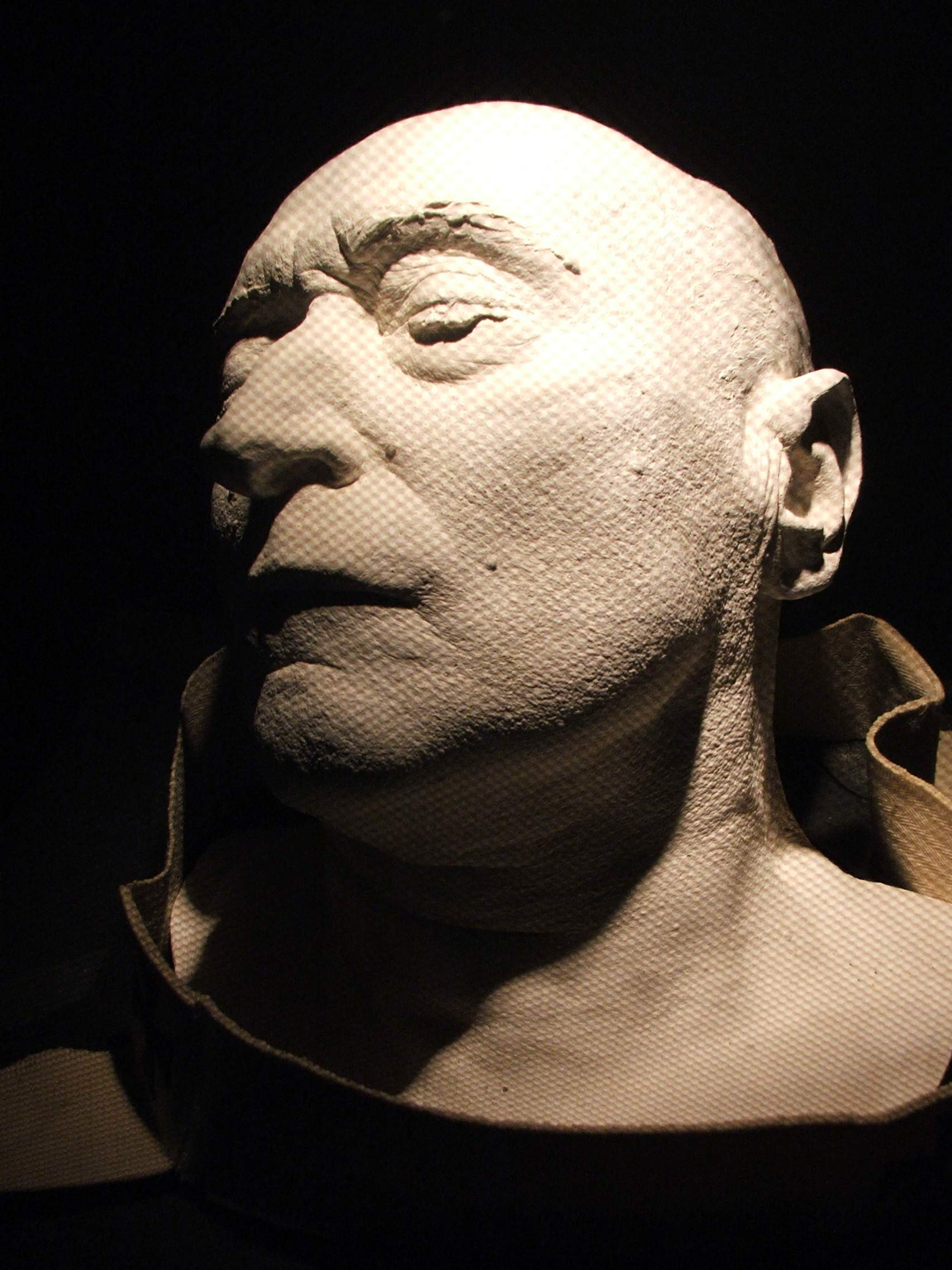
Mascareta mortuòria del bisbe
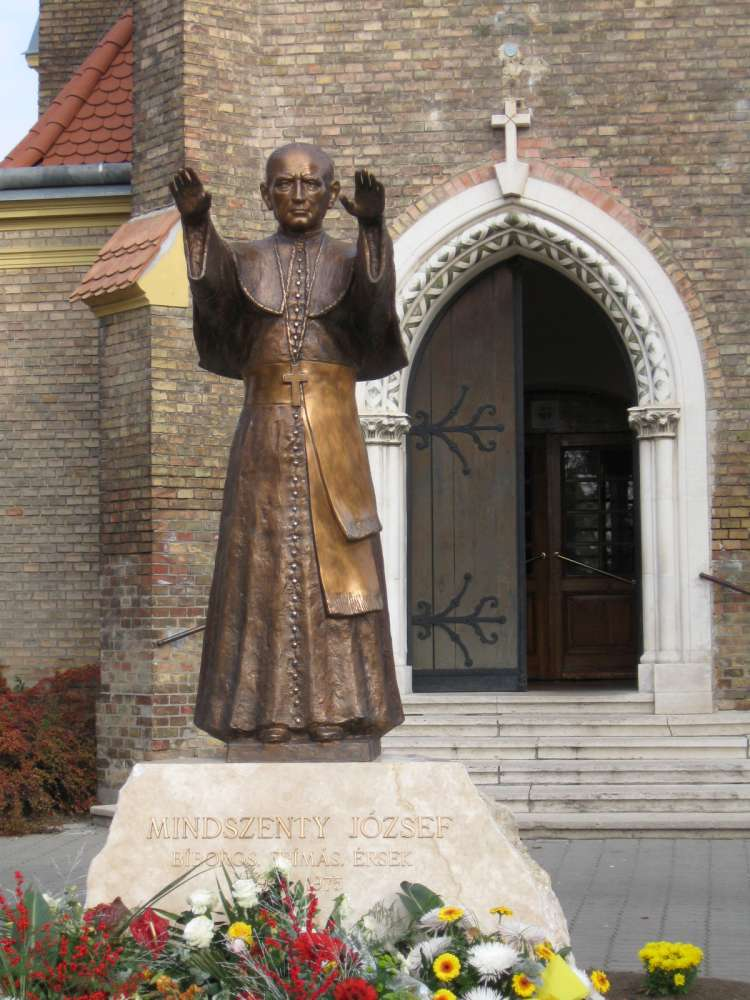
Monument a Budapest, per Béla Domonkos
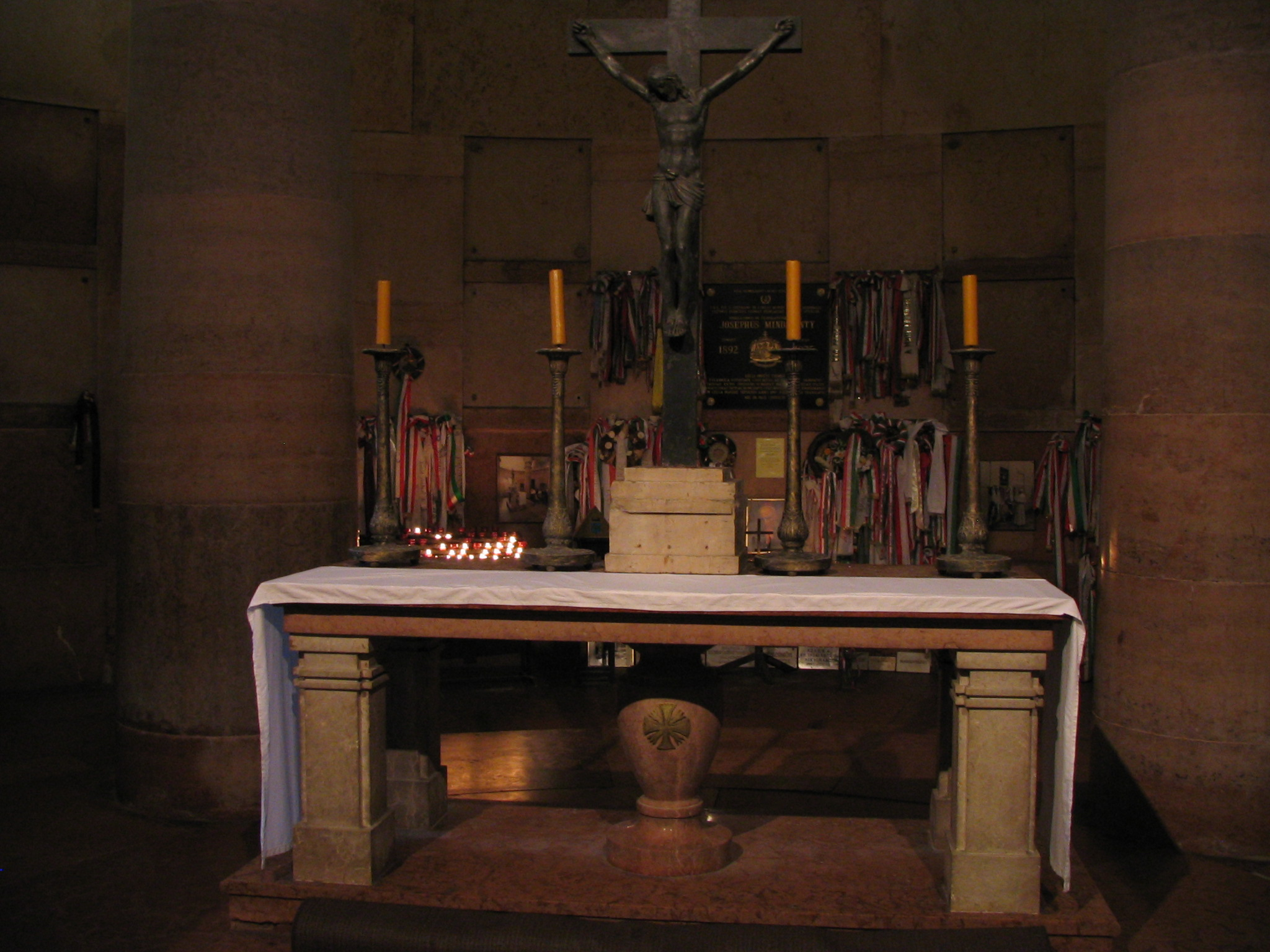
Tomba del bisbe a Esztergom
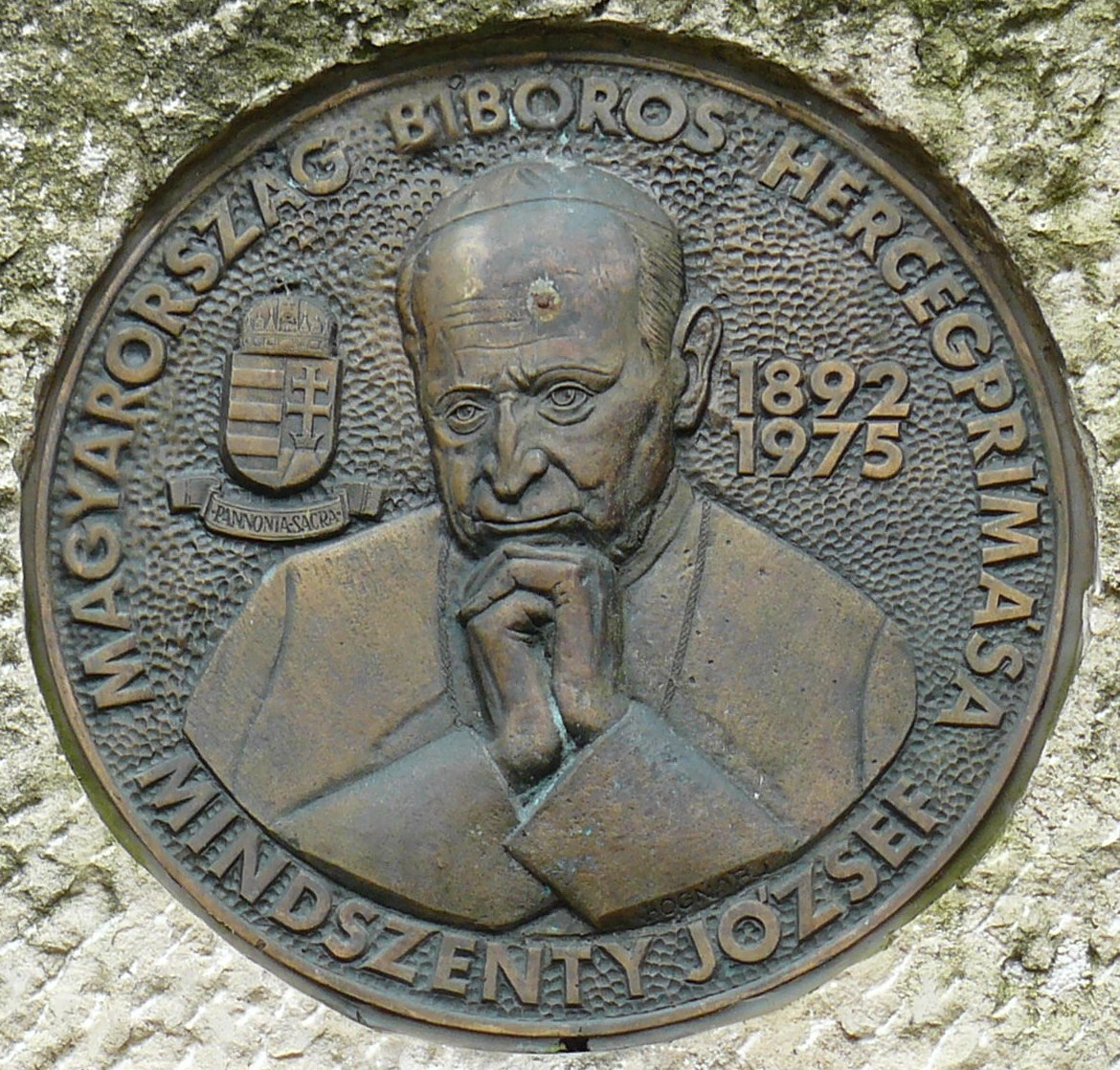
Relleu de bronze en un monument a Budapest